# Michèle Rubirola

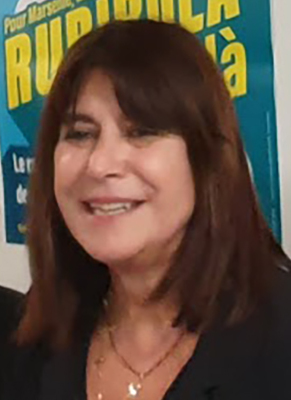
Michèle Rubirola (2020)

Michèle Rubirola (* 28. Juli 1956 in Marseille) ist eine französische Politikerin. Sie ist seit 2015 Mitglied des Départementrates von Bouches-du-Rhône und seit Juli 2020 Bürgermeisterin von Marseille. Ihre Mitgliedschaft bei Europe Écologie Les Verts ist suspendiert. Im Dezember 2020 tauschte sie das Amt mit ihrem Stellvertreter Benoît Payan (PS).

## Leben
Michèle Rubirola ist die Enkelin von Einwanderern aus Spanien und Süditalien. Ihr Vater engagierte sich bei der kommunistischen Partei, sie wuchs im Marseiller Stadtteil Rouet auf, wo sie weiterhin lebt. In ihrer Jugend spielte sie Basketball und gehörte der ersten gemischten Mannschaft des Fußballclubs Olympique Marseille an. Sie absolvierte ein Medizinstudium und praktiziert als Allgemeinärztin. In den armen Nordvierteln von Marseille ist sie für ein Programm der Patientenedukation für chronisch Kranke im Rahmen eines Präventionszentrums der Krankenversicherung zuständig. Sie hat drei erwachsene Kinder.
Rubirola engagierte sich seit den 1970er-Jahren in der Umwelt- und Anti-Kernkraft-Bewegung sowie gegen den Militärstützpunkt auf dem Plateau du Larzac. Als Feministin setzte sie sich für eine Liberalisierung von Verhütungsmitteln und Schwangerschaftsabbruch ein. Sie trat jedoch erst 2002 der grünen Partei Les Verts bei, die 2010 in Europe Écologie Les Verts (EÉLV) aufging. Als Vertreterin des Kantons Marseille-1 wurde sie im März 2015 in den Départementrat von Bouches-du-Rhône gewählt. Dort sitzt sie in der sozialistischen Fraktion (EÉLV haben keine eigene Fraktion).
Zur Kommunalwahl in Marseille 2020 wurde Rubirola als Spitzenkandidatin des Bündnisses Printemps marseillais („Marseiller Frühling“) nominiert, zu dem sich mehrere linke Parteien (u. a. PS, PCF, PdG) zusammengeschlossen haben. Rubirolas eigene Partei EÉLV gehörte jedoch nicht dazu, sondern stellte einen eigenen Bürgermeisterkandidaten auf und suspendierte Rubirolas Mitgliedschaft. Nachdem Printemps marseillais im ersten Wahlgang 23,4 %, die Grünen hingegen nur 8,1 % erhalten hatten, verbanden sich die beiden Listen für den zweiten Wahlgang, in dem EÉLV somit auch Rubirola unterstützten. Sie gewann im zweiten Wahlgang mit 38,3 %. Am 4. Juli 2020 wählte der Gemeinderat sie mit 51 von 101 Stimmen zur Bürgermeisterin; neben Printemps marseillais und Grünen erhielt sie die Stimmen der unabhängigen linken Liste der Senatorin Samia Ghali. Rubirola ist die erste Frau im Amt des Stadtoberhaupts von Marseille. Am 15. Dezember 2020 kündigte Rubirola ihren Rücktritt aus gesundheitlichen Gründen an und ihre Absicht, das Amt mit ihrem Stellvertreter Benoît Payan zu tauschen. Am 21. Dezember 2020 wurde Payan zum Bürgermeister gewählt, Rubirola wurde seine Stellvertreterin.